# جاك لوغان
جاك لوغان (بالإنجليزية: Jack Logan)‏ هو مغن مؤلف وملحن أمريكي، ولد في 8 فبراير 1959.

## وصلات خارجية
- جاك لوغان على موقع ميوزك برينز (الإنجليزية)
- جاك لوغان على موقع أول ميوزيك (الإنجليزية)
- جاك لوغان على موقع ديسكوغز (الإنجليزية)